# Myrteola acerosa
Myrteola acerosa là một loài thực vật có hoa trong Họ Đào kim nương. Loài này được (O.Berg) Burret mô tả khoa học đầu tiên năm 1941.